# L'Couple
L'Couple (arabe : لكوبل) est une série télévisée marocaine réalisée par Amir Rouani et diffusée depuis 2013, durant la période du ramadan, sur la chaîne de télévision 2M. Cette série est composée de 30 mini-épisodes de 3 minutes par saison diffusés quotidiennement, en première partie de soirée, sur la chaîne marocaine. 
Elle met en situation, de façon humoristique, un couple de sexagénaires marocains dans leur quotidien, et notamment leurs incessantes scènes de ménage,. Les deux rôles principaux sont interprétés par l'humoriste marocain Hassan El Fad et l'actrice Dounia Boutazout,. 
La série réunit jusqu'à 6 millions de téléspectateurs et totalise plus de 50 % de part d'audience.

## Distribution
- Hassan El Fad : Kabbour Bennani Smires
- Dounia Boutazout : Chaabia Mokhliss
- Haytham Miftah : Lahbib Aniq
- Samira Hichika : Zahra Bennani Smires
- Oussama Ramzi : Galata